# Alpok–Adria Munkaközösség
Az Alpok–Adria Munkaközösséget 1978. november 20-án Velencében alapították. A nemzetközi regionális szervezet alapító tagjai: Bajorország, Friuli-Venezia Giulia, Karintia, Horvátország, Felső-Ausztria, Salzburg (aktív megfigyelő), Szlovénia, Stájerország és Veneto. 
A regionális kormányelnökök közös nyilatkozatának aláírásával az egymással határos régiók addigi baráti, nem hivatalos kapcsolataikat egy szervezetben intézményesítették világosan meghatározott feladatokkal és célokkal. 
A munkaközösség tagjai az európai integráció fontos kristályosodási pontja mentén egyesültek. Az e térségben ápolt társadalmi-kulturális kapcsolatok rendkívüli jelentőségűek az európai együttműködés sikere szempontjából. Nem utolsósorban a közösen megélt mozgalmas történelem is mutatja a béke ügyéért való munkálkodás szükségességét kontinensünk e részében.
A közös nyilatkozat aláírásával a tartományok, régiók és köztársaságok nemcsak formálisan erősítették meg az Alpok–Adria Munkaközösség létrehozását, hanem fontos lépést tettek Európa jövőjének aktív alakítása irányába. Jelenleg 13 tagja van az Alpok–Adria Munkaközösségnek: Baranya vármegye, Burgenland, Friuli-Venezia Giulia, Karintia, Horvátország, Lombardia, Felső-Ausztria, Szlovénia, Somogy vármegye, Stájerország, Vas vármegye, Veneto és Zala vármegye. Az Alpok–Adria térség 190 423 km² területet foglal magába és 26 millió embernek ad otthont.